# سورنا ستاری
سورنا ستاری خواص (زادهٔ ۱۳۵۱) دانشیار دانشگاه صنعتی شریف و رئیس کمیسیون علم و فناوری شورای راهبردی روابط خارجی است. او از سال ۱۳۹۲ تا ۱۴۰۱ معاون علمی و فناوری رئیس‌جمهور و رئیس بنیاد ملی نخبگان بود. وی، فرزند منصور ستاری است.
او در سال ۱۳۸۴، به عنوان مدیرعامل سازمان بهینه‌سازی مصرف سوخت انتخاب شد، اما یک سال بعد از سمتش استعفا داد. ستاری در ۱۳ مهر ۱۳۹۲ با حکم رئیس‌جمهور وقت حسن روحانی به عنوان معاون علمی و فناوری رئیس‌جمهوری منصوب شد. او در ۲ مهر ۱۳۹۲ با حکم بیژن نامدار زنگنه، وزیر نفت، به عنوان رئیس پژوهشگاه صنعت نفت منصوب گردیده بود که پس از انتصاب به سمت معاونت علمی رئیس‌جمهور در بیست و نهم همان ماه جای خود را به حمیدرضا کاتوزیان داد. روحانی در ۲۵ مرداد ۱۳۹۶ در زمان مذاکرات مجلس شورای اسلامی برای رای اعتماد به وزرا، ستاری را دوباره به عنوان معاون علمی و فناوری خود منصوب کرد.

## دوران کودکی و جوانی
ستاری که پدرش منصور ستاری فرمانده نیروی هوایی ارتش جمهوری اسلامی ایران است، دربارهٔ کودکی خودش می‌گوید:
«من در زمان جنگ ایران و عراق ۷ تا ۸ سال داشتم و همه چیز را درک می‌کردم. جنگ ظاهری تلخ دارد که همه آن را احساس می‌کنند و زیر پوست آن تلخ‌تر است که شاید خانواده‌های نظامی و فرزندان آن‌ها که در پایگاه‌ها و کسانی که در این شهرک‌ها زندگی می‌کنند آن را بیشتر احساس می‌کنند. زمانی که پدرم به شهادت رسیدند ۲۲ ساله و دانشجوی ترم اول کارشناسی ارشد دانشگاه صنعتی شریف بودم و تمام دوران کودکیم را در این پایگاه‌های نظامی گذراندم و به نوعی فرزند پایگاه هستم. «سورنا» نام مستعار پدرم بود که به عنوان نام خودم انتخاب کرد. در مجلات مختلف، مقالات و ترجمه‌هایی از ایشان با نام‌های مختلف از قبیل منصور ستاری، م ص، سورنا و… به چاپ می‌رسید و دلیلش هم این بود که می‌گفتند اگر همه مقالات از یک نفر باشد خوب نیست.»

## دوران دانشجویی
سورنا ستاری، مدارج کارشناسی، کارشناسی ارشد و دکتری مهندسی مکانیک را در دانشگاه صنعتی شریف گذراند.
از سال ۱۳۸۷ عضو هیئت علمی این دانشگاه و همچنان به‌عنوان دانشیار مشغول تدریس و تحقیق در دانشکده مهندسی انرژی دانشگاه صنعتی شریف و پژوهشکده علوم و فناوری انرژی دانشگاه صنعتی شریف است.
وی که پژوهش‌هایی در حوزه انرژی‌های نو و کارایی انرژی داشته، عضو هیئت علمی و سرپرست گروه مدیریت و بهینه‌سازی انرژی پژوهشکده علوم و فناوری انرژی دانشگاه صنعتی شریف است.

### عدم تحصیل در آمریکا به خواست پدر
سورنا ستاری عنوان کرده اگرچه توانست از سوی دانشگاهی در آمریکا بورس تحصیلی بگیرد، اما به خواست پدرش منصور ستاری فرمانده نیروی هوایی ارتش جمهوری اسلامی ایران به آمریکا نمی‌رود و در دانشگاه صنعتی شریف ادامه تحصیل می‌دهد. او در این‌باره می‌گوید:
«بعد از گذراندن دوره کارشناسی‌ام چون در دانشگاه شریف شاگرد اول دوره لیسانس شده بودم، بورس دانشگاهی در آمریکا را گرفته بودم و تقریباً تمام کارهایم را انجام داده بودم و در آخر شاید صحبت من با پدر ۵ دقیقه هم طول نکشید که ایشان گفتند: «نرو، چون اگر بروی ممکن است برنگردی و این نه به نفع تو و نه به نفع من است.»

### انتخابات ریاست جمهوری دهم
ستاری در دوران تبلیغات انتخابات ریاست جمهوری در سال ۱۳۸۸، طی نشستی که در دانشگاه شریف برگزار شد، از میرحسین موسوی حمایت نموده و دولت محمود احمدی‌نژاد را مورد انتقاد قرار داد. وی همچنین در این نشست بیان نمود «از سهمیه شاهد برای ورود به دانشگاه استفاده نکرده‌است».

## معاونت علمی و فناوری و ریاست بنیاد ملی نخبگان
سورنا ستاری در سال ۱۳۹۲ با پیروزی حسن روحانی در انتخابات دولت یازدهم جمهوری اسلامی ایران، حکم معاونت خود را در عرصه علم و فناوری و همچنین ریاست بنیاد ملی نخبگان را دریافت کرد. ستاری جوان‌ترین عضو کابینه یازدهم بود و نگاه جدی و مخالفت سرسختانه او با اقتصاد مبتنی بر منابع نفتی و خام فروشی به خوبی در جامعه شناخته شد.

## ادامه کار در دولت دوازدهم
حسن روحانی با انتخاب دوباره و روی کار آمدن به عنوان رئیس‌جمهور دولت دوازدهم، او را برای چهار سال دیگر به عنوان معاون علمی و فناوری رئیس‌جمهوری معرفی کرد.

## سوابق اجرایی
- مشاور عالی امور توسعه دانشگاه صنعتی شریف
- معاون علمی و فناوری رئیس‌جمهوری و رئیس بنیاد ملی نخبگان
- مدیر جلسات شورای عالی فضایی در دولت یازدهم
- عضو شورای عالی انقلاب فرهنگی
- نایب رئیس هیئت امنای صندوق نوآوری و شکوفایی
- عضو هیئت عامل صندوق نوآوری و شکوفایی
- نایب رئیس هیئت امنای پارک فناوری پردیس
- رئیس هیئت امنای صندوق حمایت از پژوهشگران و فناوران
- عضو هیئت امنای مؤسسه آموزشی و تحقیقاتی صنایع دفاعی
- رئیس پژوهشگاه صنعت نفت
- مدیرعامل شرکت بهینه‌سازی مصرف سوخت
- رئیس پژوهشکدۂ نانوتکنولوژی پژوهشگاه صنعت نفت
- رئیس گروه انرژی مؤسسه مطالعات بین‌المللی انرژی[۲۳]

## دستاوردها و افتخارات
او دو اختراع داخلی و خارجی را به ثبت رسانده‌است.

## تحقق اقتصاد دانش‌بنیان

### حمایت از گذار ایران به اقتصاد دانش‌بنیان
سورنا ستاری در طول مسئولیت خود در معاونت علمی و فناوری ریاست جمهوری و بنیاد ملی نخبگان، تلاش کرده‌است تا فرهنگ اقتصاد ایران را از یک اقتصاد منبع‌محور به سوی اقتصاد مبتنی بر دانش، خلاقیت و نوآوری که پایه و اساس آن نیروی انسانی تحصیل کرده‌است، سوق دهد.

### بهبود رتبه ایران در شاخص جهانی نوآوری
در دوران مسئولیت ستاری در معاونت علمی ریاست جمهوری، جایگاه ایران در گزارش بین‌المللی شاخص جهانی نوآوری بهبود یافت. رتبه ایران در این گزارش معتبر بین‌المللی، از رتبه ۱۲۰ در سال ۲۰۱۴ به رتبه ۵۳ در سال ۲۰۲۲ رسید و در خلال این سال‌ها بهبودِ ۶۷ پله‌ای یافت.

### حمایت از زیست‌بوم دانش‌بنیان
سورنا ستاری در اجرایی سازی قانون حمایت از شرکت‌های دانش‌بنیان نقش آفرین شد به طوریکه ابتدای دولت یازدهم تعداد بسیار اندکی شرکت دانش بنیان وجود اما اکنون پنج هزار و ۳۰۰ شرکت دانش‌بنیان در حوزه‌های فناوری فعال است. همچنین این شرکت‌ها توانسته‌اند در ‌سال گذشته محصولات و خدمات دانش‌بنیان خود را به ارزش ١٢٠ هزار میلیارد تومان به فروش برسانند. ۴۱ شرکت‌ دانش بنیان وارد سازمان بورس شده‌اند و ارزش این شرکت‌ها بیش از ۲۸۰ هزار میلیارد تومان است.

### نگرش نسبت بهاقتصاد ایران

#### نفرین منابع در ایران
سورنا ستاری بارها در نشست‌های خبری و دولتی، نسبت به اقتصاد مبتنی بر خام فروشی در ایران و تکیه به درآمد حاصل از اقتصاد نفت تاخته و آن را موجب مشکلات اقتصادی عنوان کرده‌است. او راه رهایی را از آنچه که نفرین منابع می‌داند، اقتصاد مقاومتی و تلاش برای تحقق اقتصاد دانش بنیان به عنوان مأموریت اصلی در معاونت علمی و فناوری ریاست جمهوری بیان می‌کند.

### نفی استخدام‌های دولتی
سورنا ستاری تلاش برای معرفی استخدام دولتی به عنوان راهکار اشتغال جوانان را نشان از فرهنگ غلط و خیانت به جوانان می‌داند. به گفته وی: «کار و کارآفرینی در جامعه را باید با اقداماتی چون استارت‌آپ‌ها، فرهنگ‌سازی کنیم و به فرزندان خود بیاموزیم که دیگر استخدام دولتی، خلاقیت و اعتماد به نفس نمی‌آورد.»

### گفتمان زیست بوم نوآوری
معاون علمی و فناوری رییس جمهوری تحول اقتصاد ایران را نیازمند شکل گیری یک اکوسیستم یا زیست‌بوم می‌داند. ورود دستاوردهای حوزه آموزش به اقتصاد دانش بنیان، با شکل گیری زیست بوم مساعد کارآفرینی و نو آوری ممکن می شود. استارتاپ های خلاق و نوآور ماحصل  تغییر جهت به سوی رونق بخشیدن کسب و کارهای دانش بنیان ، رشد چشمگیر استارتاپها اطراف دانشگاه ها و افزایش میزان تمایل سرمایه گذارها به این کسب و کارها است.

## پدیده فرار مغزها
به گفته سورنا ستاری دربارهٔ معضل فرار مغزها از ایران اغراق شده‌است و اگرچه این پدیده در ایران وجود دارد اما ایران اکنون کشور دارای رتبه نخست مهاجر فرست دنیا نیست. ستاری در مصاحبه‌ای با همشهری گفته‌است در بحث مهاجرت به خاطر آمارهای نادرستی که ذکر می‌شود ظلم بزرگی به کشور شده‌است. دربارهٔ مهاجرت به صورت کلی مقصد دانشجویان ما آمریکا، کانادا و استرالیا است. اعداد و ارقام این ماجرا هم پوشیده و پنهان نیست و همه آمارها مثلاً در سایت‌های مهاجرت آن‌ها به تفکیک وجود دارد. ما در این سال‌ها مثلاً بین ۲۰۱۰ تا ۲۰۱۵ کل مهاجرتی که داشته‌ایم ۱۳۵ هزار نفر بوده‌است.
بحث فرار مغزها از آن کلاه‌های گشادی که سر کشور گذاشته‌اند و من می‌دانم که این یک حرکت سازمان‌دهی شده است. یک شبکه‌ای دارد این را به جامعه‌ ما تزریق می‌کند.
من در این مدت هر جا که در مورد مهاجرت یک حرف غلطی مثلاً در یک همایشی می‌شنوم، دقیق رصد می‌کنم و آن فرد را پیدا می‌کنم و از او می‌خواهم که به ما بگوید با چه سند و منبعی آن را گفته است. بالأخره اغلب این افراد هم دانشمند یا تحصیل‌کرده‌اند و یک آدم تحصیل‌کرده نباید بدون منبع صحبت کند. اغلب هم می‌بینیم که جوابی برای این صحبت‌ها ندارند. بعد هم خیلی جدی به آنها فشار می‌آوریم که یا تکذیب کنید یا منبع آن را به ما بگویید.

### بازگشت نخبگان به کشور
سورنا ستاری به عنوان رئیس بنیاد ملی نخبگان نیز تلاش‌هایی برای معکوس کردن روند مهاجرت نخبگان ایرانی انجام داده که منجر به بازگشت تعدادی از آنان در سال‌های اخیر شده است. در مردادماه سال ۱۳۹۹ میزان بازگشت نخبگان به ایران در مقایسه با مدت مشابه سال گذشته نزدیک ۲ برابر افزایش یافته است. بیش‌تر این افراد در شرکت‌های دانش بنیان مشغول فعالیت هستند و بخشی نیز به عنوان هیات علمی جذب دانشگاه‌ها می‌شوند. هزار و ۸۰۰ نفر از نخبگان ایرانی از ۲۰۰ دانشگاه برتر به کشور بازگشتند؛ همچنین با شیوع کرونا، آمار بازگشت آنها به کشور نسبت به شرایط پیش از کرونا روند افزایشی دارد. به گفته ستاری جامعه ۷۰ هزار نفری از نخبگان مورد رصد و مطالعه ما قرار گرفته است و بر اساس مطالعات جامع انجام شده بیشترین تعداد بازگشت و خروج نخبگان مربوط به دانشجویان رشته‌های مهندسی و علوم پایه می‌شود. وی با بیان اینکه تعداد نخبگان بازگشته به کشور از مرز ۱۸۰۰ نفر گذشته است، گفت: این تعداد از ۲۰۰ دانشگاه برتر دنیا هستند ضمن آنکه با شیوع کرونا آمار بازگشت نسبت به شرایط عدم شیوع این ویروس رو به افزایش است.. 

## ملاقات سران کشورهای خارجی

### دیدار ولادیمیر پوتین رئیس‌جمهور فدراسیون روسیه
سورنا ستاری، در جریان دومین روز سفر خود به کشور روسیه، عصر چهارشنبه ۴ شهریور ۱۳۹۴ در مراسم افتتاحیه نمایشگاه هوافضای ماکس ۲۰۱۵ با ولادیمیر پوتین رئیس‌جمهوری فدراسیون روسیه دیدار کرد.

### دیدار رئیس‌جمهوری وقت اتریش
سورنا ستاری در دومین روز حضور خود در وین پایتخت اتریش، با هاینتس فیشر رئیس‌جمهور اتریش دیدار کرد و با وی دربارهٔ همکاری‌های علم و فناوری به گفت‌وگو پرداخت.

### ملاقات با نخبگان ایرانی مقیم آمریکا
سورنا ستاری همه ساله درسفر به آمریکا به صورت جداگانه یا همراه با روحانی رئیس‌جمهور ایران برای حضور در اجلاس مجمع عمومی سازمان ملل متحد، ضمن دیدار و گفت‌وگو با استعدادهای برتر و نخبگان ایرانی مقیم آمریکا، به بررسی ایجاد زمینه‌های حمایت و تعامل برای بهره‌مندی از ظرفیت آنان می‌پردازد.

### واکنش نسبت به منع ورود پژوهشگر ایرانی به آمریکا
در پی صدور فرمان مهاجرتی منع صدور ویزای آمریکا از سوی دونالد ترامپ رئیس‌جمهور ایالات متحده آمریکا و دستگیر شدن محسن دهنوی پژوهشگر ایرانی در فرودگاه بوستون آمریکا، سورنا ستاری در پیامی به این مسئله واکنش نشان داد. او در پیام خود آورده‌است:
«متأسفانه باخبر شدیم که یکی از پژوهشگران خوب کشورمان، آقای دکتر سید محسن دهنوی، دانش‌آموخته مقطع دکتری نانو که پژوهش‌ها و تحقیقات ارزشمندی در حوزه درمان سرطان دارند و مقالات علمی متعدد در مجلات معتبر داشته‌اند، برای گذارندن دوره مطالعاتی شان دچار مشکلی شده‌اند.
این پژوهشگر، علی‌رغم طی تمامی مراحل لازم و قانونی برای گذراندن دوره مطالعاتی در دانشگاه هاروارد آمریکا، در لحظه ورود به این کشور با بهانه جویی غیر متعارف آن‌ها مواجه می‌شود و از ورود وی و خانواده شان و انجام فعالیت تحقیقاتی و فرصت مطالعاتی در بیمارستان کودکان شهر بوستون جلوگیری می‌شود.
این قبیل اتفاقات هر چند تأثیری در مسیر علمی محققین و پژوهشگران کشور نخواهد داشت، اما موجب دلسردی و عدم هم افزایی نسبت به همکاری‌های علمی میان محققین خواهد شد که در این میان مردم که از خدمات علمی استفاده می‌کنند متضرر اصلی خواهند بود.
چه بسا که در همین مورد اخیر، همکاری میان متخصصین در زمینه سرطان در بیمارستان کودکان می‌توانست گامی در مسیر التیام درد بیماران سرطانی باشد، که هر روز مشتاقانه چشم به اخبار علمی برای یافتن درمانی برای بیماری شان می‌گردند.
ستاری همچنین ابراز امیدواری کرد که مراکز علمی و پژوهشی کشور نسبت به پژوهشگرانی که از این قبیل مشکلات برایشان بیش آمده‌است، احساس وظیفه کنند و تمامی پشتیبانی لازم برای ادامه فعالیت‌های علمی این عزیزان را فراهم کنند.»

## مبارزه با شیوع کرونا
ستاری به عنوان معاون علمی و فناوری دولت روحانی، هم‌زمان با همه‌گیری کرونا در ایران، ستادی را با حضور دبیران ستادهای این معاونت برای مبارزه با این بیماری ایجاد کرد. معاون علمی و فناوری رئیس‌جمهوری به‌طور روزانه از اقدامات انجام شده توسط این ستاد در صفحه شخصی خود در اینستاگرام گزارشی ارائه می‌کند. او پیشرفت و استقامت برای مقابله با این بیماری را حاصل سرمایه‌گذاری‌ها روی زیست‌بوم نوآوری و فناوری عنوان کرده‌است.
ستاری، ساخت کیت تشخیصی، دارو، تجهیزات تنفس مصنوعی و تخت‌های آی سی یو، تجهیزات ساخت ماسک‌های بهداشتی نانو، ماسک و مواد ضدعفونی کننده را از اقداماتی عنوان می‌کند که توسط شرکت‌های دانش‌بنیان و استارتاپ‌های فعال در زیست‌بوم نوآوری انجام می‌شود. در حال حاضر بیش از ۱۰۰ هزار کیت تشخیص در هفته، روزانه ۳۵ ونتیلاتور که جزو نیازهای اصلی برای تشخیص بیماری کرونا است توسط شرکت‌های دانش‌بنیان مورد حمایت معاونت علمی و فناوری ریاست جمهوری ساخته می‌شود. همچنین سامانه تشخیص بیماری کووید۱۹ با استفاده از هوش مصنوعی روش جدیدی که برای تشخیص بیماری کرونا گسترش داده شده‌است رونمایی شد که معاون علمی و فناوری رئیس‌جمهوری عنوان کرد به عنوان جدیدترین روش برای تشخیص، در مراحلی از بیماری از کیت هم دقیق‌تر است. این اقدام‌ها با حمایت معاونت علمی و فناوری ریاست جمهوری از اکوسیستم نوآوری ایران به‌شمار می‌رود.

## آثار
- توجیه فنی - اقتصادی CNG در ایران، گروه مؤلفان، ناشر: شرکت هزاره سوم اندیشه
- ممیزی انرژی در سیستم‌های ساختمانی: یک رهیافت مهندسی، رقیه لطفی، سورنا ستاری، حامد حوری جعفری، ناشر: شرکت هزاره سوم اندیشه
- کارایی انرژی در تأسیسات حرارتی، محسن مشایخی، سورنا ستاری، حامد حوری جعفری، ناشر: شرکت هزاره سوم اندیشه
- راهکارهای مدیریت و بهینه‌سازی مصرف انرژی در کشور از دیدگاه اصلاح الگوی مصرف، گروه مؤلفان، ناشر: شرکت هزاره سوم اندیشه
- جنبه‌های کلی مدیریت و ممیزی انرژی، گروه مؤلفان، ناشر: شرکت هزاره سوم اندیشه
- کارایی انرژی در تجهیزات و سیستم‌های تأسیساتی، حامد حوری جعفری، سورنا ستاری، محسن مشایخی، ناشر: شرکت هزاره سوم اندیشه
- کارایی انرژی در تأسیسات الکتریکی، محسن مشایخی، سورنا ستاری، حامد حوری جعفری، سولماز برومند، ناشر: شرکت هزاره سوم اندیشه[۹]

ستاری بیش از ۴۰ مقاله علمی دارد که در نشریات بین‌المللی و داخلی به چاپ رسیده‌اند:
- TECHNOLOGY SELECTION FOR IRAN’S GAS FLARE RECOVERY SYSTEM[۷۰]
- Experimental assessment of convective heat transfer coefficient enhancement of nanofluids prepared from high surface area nanoporous graphene[۷۱]
- Multi-objective Optimization for Design and Operation of Distributed Energy Systems through the Multi-energy Hub Network Approach[۷۲]